# 利伯蒂岩
利伯蒂岩(62°18′50.6″S 59°27′44.2″W / 62.314056°S 59.462278°W)是南極洲的岩島，屬於南設得蘭群島的一部分，長0.43公里、寬0.12公里，處於紐韋爾角東北面3.95公里和梅洛納岩東南面1.65公里，長0.43公里、寬0.12公里，現時由南極條約體系管理。

## 外部連結
- Composite Antarctic Gazetteer（页面存档备份，存于）.

 本条目引用的公有领域材料来自美国地质调查局的文档《利伯蒂岩》 （資料來自地名信息系统）。